# Либија на Светском првенству у атлетици на отвореном 2023.
Либија је учествовала  на 19. Светском првенству у атлетици на отвореном 2023. одржаном у Будимпешти од 19. до 27. августа дванаести пут. Репрезентацију Либије представљао је један атлетичар који се такмичио у трци на 5.000 метара. , 
Представник Либије није освојио ниједну медаљу али је остварио најбољи резултат у години.

## Учесници
Мушкарци: 
- Мохамед Хрези — 5.000 м

## Резултати

### Мушкарци
| Атлетичар     | Дисциплина | Лични рекорд | Квалификације | Квалификације | Полуфинале | Полуфинале | Финале               | Финале       | Детаљи |
| Атлетичар     | Дисциплина | Лични рекорд | Резултат      | Место         | Резултат   | Место      | Резултат             | Место        | Детаљи |
| ------------- | ---------- | ------------ | ------------- | ------------- | ---------- | ---------- | -------------------- | ------------ | ------ |
| Мохамед Хрези | 5.000 м    | 13:34,32     | 14:14,72      | 22. у гр. 2   |            |            | Није се квалификовао | 42 / 43 (44) |        |